# Polyalthia hookeriana
Polyalthia hookeriana este o specie de plante din genul Polyalthia, familia Annonaceae, descrisă de George King. A fost clasificată de IUCN ca specie cu risc scăzut. Conform Catalogue of Life specia Polyalthia hookeriana nu are subspecii cunoscute.